# Puchar Polski (województwo małopolskie) w piłce nożnej mężczyzn (2024/2025)
W sezonie 2024/2025 Puchar Polski na szczeblu regionalnym w województwie małopolskim składał się z 4 rund, w których brali udział zwycięzcy każdego z 15 okręgów oraz obrońca tytułu - Podhale Nowy Targ. Rozgrywki miały na celu wyłonienie zdobywcy Regionalnego Pucharu Polski w województwie małopolskim i uczestnika Pucharu Polski na szczeblu centralnym w sezonie 2025/2026.

## Uczestnicy
- Podhale Nowy Targ (obrońca tytułu)
- Bocheński KS (OPP Bochnia)[2]
- Okocimski KS Brzesko (OPP Brzesko)[3]
- MKS Trzebinia (OPP Chrzanów)[4]
- Podhalanin Biecz (OPP Gorlice)[5]
- Wisła II Kraków (OPP Kraków)[6]
- Limanovia Limanowa (OPP Limanowa)[7]
- Orzeł Myślenice (OPP Myślenice)[8]
- Sandecja Nowy Sącz (OPP Nowy Sącz)[9]
- Legion Bydlin (OPP Olkusz)[10]
- LKS Jawiszowice (OPP Oświęcim)[11]
- Lubań Maniowy (OPP Podhale)[12]
- Wolania Wola Rzędzińska (OPP Tarnów)[13]
- Beskid Andrychów (OPP Wadowice)[14]
- Gdovia Gdów (OPP Wieliczka)[15]
- Bruk-Bet Termalica II Nieciecza (OPP Żabno)[16]

## 1/8 finału
| 9 kwietnia 2025 | Podhalanin Biecz | 0:3 (wo.) | Podhale Nowy Targ |       |
| 17:00           |                  |           |                   | Biecz |

| 9 kwietnia 2025 | Bruk-Bet Termalica II Nieciecza | 2:2 k. 6:5 | Sandecja Nowy Sącz |           |
| 17:00           |                                 |            |                    | Nieciecza |

| 9 kwietnia 2025 | Wolania Wola Rzędzińska | 0:1 | Lubań Maniowy |                 |
| 17:00           |                         |     |               | Wola Rzędzińska |

| 9 kwietnia 2025 | MKS Trzebinia | 0:1 | Beskid Andrychów |           |
| 17:00           |               |     |                  | Trzebinia |

| 9 kwietnia 2025 | Limanovia Limanowa | 3:4 | Bocheński KS |          |
| 17:00           |                    |     |              | Limanowa |

| 9 kwietnia 2025 | LKS Jawiszowice | 3:1 | Wisła II Kraków |             |
| 17:00           |                 |     |                 | Jawiszowice |

| 9 kwietnia 2025 | Legion Bydlin | 2:3 | Gdovia Gdów |        |
| 18:00           |               |     |             | Bydlin |

| 9 kwietnia 2025 | Orzeł Myślenice | 2:3 | Okocimski KS Brzesko |           |
| 17:00           |                 |     |                      | Myślenice |

## 1/4 finału
| 7 maja 2025 | Lubań Maniowy | 1:2 | Podhale Nowy Targ |         |
| 17:30       |               |     |                   | Maniowy |

| 7 maja 2025 | Gdovia Gdów | 2:4 | Bocheński KS |      |
| 17:30       |             |     |              | Gdów |

| 7 maja 2025 | Bruk-Bet Termalica II Nieciecza | 0:2 | Beskid Andrychów |           |
| 17:30       |                                 |     |                  | Nieciecza |

| 7 maja 2025 | Okocimski KS Brzesko | 0:3 | LKS Jawiszowice |         |
| 17:30       |                      |     |                 | Brzesko |

## 1/2 finału
| 4 czerwca 2025 | Bocheński KS | 4:3 | Podhale Nowy Targ |         |
| 17:30          |              |     |                   | Bochnia |

| 4 czerwca 2025 | Beskid Andrychów | 3:2 | LKS Jawiszowice |           |
| 17:30          |                  |     |                 | Andrychów |

## Finał
| 18 czerwca 2025 | Beskid Andrychów | 4:3 (pd.) | Bocheński KS |        |
| 17:30           |                  |           |              | Kraków |